# Mariya Ovchinnikova
Mariya Ovchinnikova (née le 19 octobre 1998) est une athlète kazakhe, spécialiste du triple saut.

## Carrière
Le 24 juin 2017, elle porte son record personnel à 13,94 m à Almaty, avant de remporter le titre asiatique à Bhubaneswar. Cette médaille d'or lui offre une participation aux Championnats du monde de Londres. Aux mondiaux, elle ne passe pas le cap des qualifications (13,18 m).

## Palmarès
| Date | Compétition                   | Lieu              | Résultat | Marque  |
| ---- | ----------------------------- | ----------------- | -------- | ------- |
| 2015 | Championnats du monde cadets  | Cali              | 7e       | 12,94 m |
| 2016 | Championnats d'Asie juniors   | Hô-Chi-Minh-Ville | 2e       | 13,19 m |
| 2016 | Championnats du monde juniors | Bydgoszcz         | 8e       | 13,17 m |
| 2017 | Championnats d'Asie           | Bhubaneswar       | 1re      | 13,72 m |
| 2017 | Universiade                   | Taipei            | 5e       | 13,39 m |
| 2017 | Jeux asiatiques en salle      | Achgabat          | 2e       | 13,21 m |
| 2018 | Championnats d'Asie en salle  | Téhéran           | 4e       | 13,00 m |
| 2019 | Universiade                   | Naples            | 8e       | 13,37 m |

## Records
| Épreuve     | Épreuve   | Performance | Lieu        | Date            |
| ----------- | --------- | ----------- | ----------- | --------------- |
| Triple saut | Plein air | 13,94 m     | Almaty      | 24 juin 2017    |
| Triple saut | En salle  | 13,49 m     | Kamenogorsk | 11 février 2017 |